# Unia
Unia (Унія) — білоруський фолк-рок гурт, заснований влітку 2006 року в Мінську.

## Історія
Перший склад гурту налічував 9 осіб. В кінці жовтня 2006 року було записано перше демо, яке музиканти презентували на радіо «Столиця». Музика гурту була досить легкою.
2007 року гурт почав виступати в мінських клубах, у лютому відбувся дебют у хіт-параді «Тузін гітоў», проте після першого ж туру пісня «Свахначка» вилетіла з хіт-параду. Невдовзі гурт покинула скрипалька, натомість з'явився дудар. Команда взяла участь у фестивалі «Фолк-безумие» в Мінську та виступила на білоруському телебаченні (у програмі «Музыкальный плей-офф»), після чого здобула схвальні відгуки критиків. Замість двох вокалістів з'явився новий фронтмен. 
В червні гурт пройшов відбір на «Басовище 2007», де згодом посів третє місце. В жовтні 2007 року запрацював офіційний сайт www.unia.na.by. Невдовзі відбулася чергова зміна вокаліста. Згодом «Unia» перемогла на студентському фестивалі «Такие пряники». В кінці 2007 гурт узявся за запис дебютного альбому. 
На Різдво 2008 року музиканти провели акустичний концерт у прямому ефірі Білоруського національного радіо. В травні 2008 року було презентовано дебютний альбом «Долам». 
Гурт узяв участь у фестивалі «Підкамінь-2010».

## Учасники
- Саша Шайко (спів)
- Дар’я Трубіна (спів)
- Мікіта Шаламіцкі (спів)
- Васіль Ярмоленка (гітара)
- Алєг Гринько (дуда, флейта)
- Сяржук Бурдзєєв (акордеон)
- Павал Палонскі (бас-гітара)
- Павал Мамонав (бубни)

## Дискографія

### Альбоми
- 2008 — Долам
- 2012 — Едзем

### Збірки
- 2008 — НезалежныЯ (спільна збірка; від Unia — пісня «Хлопец пашанку пахае»)
- 2008 — Livesound: made in Belarus (спільна збірка; від Unia — пісня «Крынічанька»)

### Синґл
- 2008 — Крынічанька (інетрнет-синґл)